# NGC 7408
NGC 7408 é uma galáxia espiral barrada (SBc) localizada na direcção da constelação de Tucana. Possui uma declinação de -63° 41' 43" e uma ascensão recta de 22 horas, 55 minutos e 56,7 segundos.
A galáxia NGC 7408 foi descoberta em 1 de Novembro de 1834 por John Herschel.